# 페이스 포드
페이스 포드(Faith Alexis Ford, 1964년 9월 14일 ~ )는 미국의 배우이다.

## 출연 작품
- You Talkin' to Me? (1987)
- 스위트 머더 (1993, Poisoned by Love: The Kern County Murders)
- 이스케이피 (2011)
- 트레이딩 크리스마스 (2011)
- 프롬 (2011)
- 소로러티 워즈 (2009)
- 카풀러스 (2007)
- 패시파이어 (2005)
- 프로즌 (1998)
- 허 데스퍼레이트 초이스 (1996)

### 텔레비전
- 원 라이프 투 리브 (1983)
- 머피 브라운 (1988-98, 2018)
- 더 데일리 쇼 (1998-2000) - 본인
- 쇼킹 패밀리 (2000) - 목소리
- 희망과 신념 (2003-06)